# Alexander (Kansas)
Alexander é uma cidade localizada no estado americano de Kansas, no Condado de Rush.

## Demografia
Segundo o censo americano de 2000, a sua população era de 75 habitantes. 
Em 2006, foi estimada uma população de 68, um decréscimo de 7 (-9.3%).

## Geografia
De acordo com o United States Census Bureau tem uma área de 
0,6 km², dos quais 0,6 km² cobertos por terra e 0,0 km² cobertos por água. Alexander localiza-se a aproximadamente 633 m acima do nível do mar.

## Localidades na vizinhança
O diagrama seguinte representa as localidades num raio de 28 km ao redor de Alexander. 